# Pirelli
Pirelli & C (вимовляється Піреллі і ко) — італійська компанія, п'ятий у світі (за обсягом при продажу) виробник автомобільних шин. Штаб-квартира розташована в Мілані, Італія (див. Башта Піреллі).

## Історія
Компанія заснована 28 січня 1872 року Джованні Батіста Піреллі під назвою "GB Pirelli & C." італ. Pirelli & C. Società in Accomandita Semplice. Спочатку займалася виробництвом і продажем еластичної гуми. У 1894 році компанія запатентувала перші шини для велосипедів, а перший патент на шини для легкових автомобілів отримано в 1901 році.
Згодом, у 1905 році, компанія була реорганізована; з неї був виділений сектор виробництва шин для автомобілів і мототехніки.
Під час повномасштабного вторгнення військ РФ до України 2022 року компанія відмовилась зупиняти роботу на російському ринку та приєднатись до бойкоту. Міністр МЗС України Дмитро Кулеба закликав світ бойкотувати компанію.

## Власники та керівництво
Основний власник акцій компанії — її голова правління Марко Тронкетто Провера (26,19 %), понад 40 % акцій знаходяться у вільному обігу на італійській фондовій біржі.

## Діяльність
Нині сектор із виробництва шин компанії «Піреллі» налічує 24 фабрики у 12 країнах світу: в Італії (5 заводів), Бразилії (5), Великій Британії (2), Німеччині (2), Туреччині (2), Румунії (2), Аргентині (1), США (1) , Китаї (1), Єгипті (1), Іспанії (1) і Венесуелі (1), Росії (2).
У секторі виробництва шин Pirelli представлена компанією Pirelli Tyre, що займає п'яте місце у світі за обсягом продажів. Споживчий ринок (шини для легкових автомобілів, позашляховиків, фургонів і мотоциклів) забезпечує 70 % продажів компанії, промислові поставки (продукція орієнтована на спецтранспортние засоби — автобуси, вантажні автомобілі, екскаватори та трактори) — до 30 % загального обсягу продажів. При цьому компанія спеціалізується на виробництві шин преміум-сегмента.
Також компанія розробляє нові технології та обладнання не тільки для шинної, але і для гумотехнічної промисловості.
Крім основного бізнесу, компанія має невелике виробництво одягу і взуття під маркою RZero. Також компанії Pirelli належить контроль (80 %) над італійським промисловим холдингом Olimpia (зокрема, володіє найбільшим пакетом Telecom Italia).

### Показники діяльності

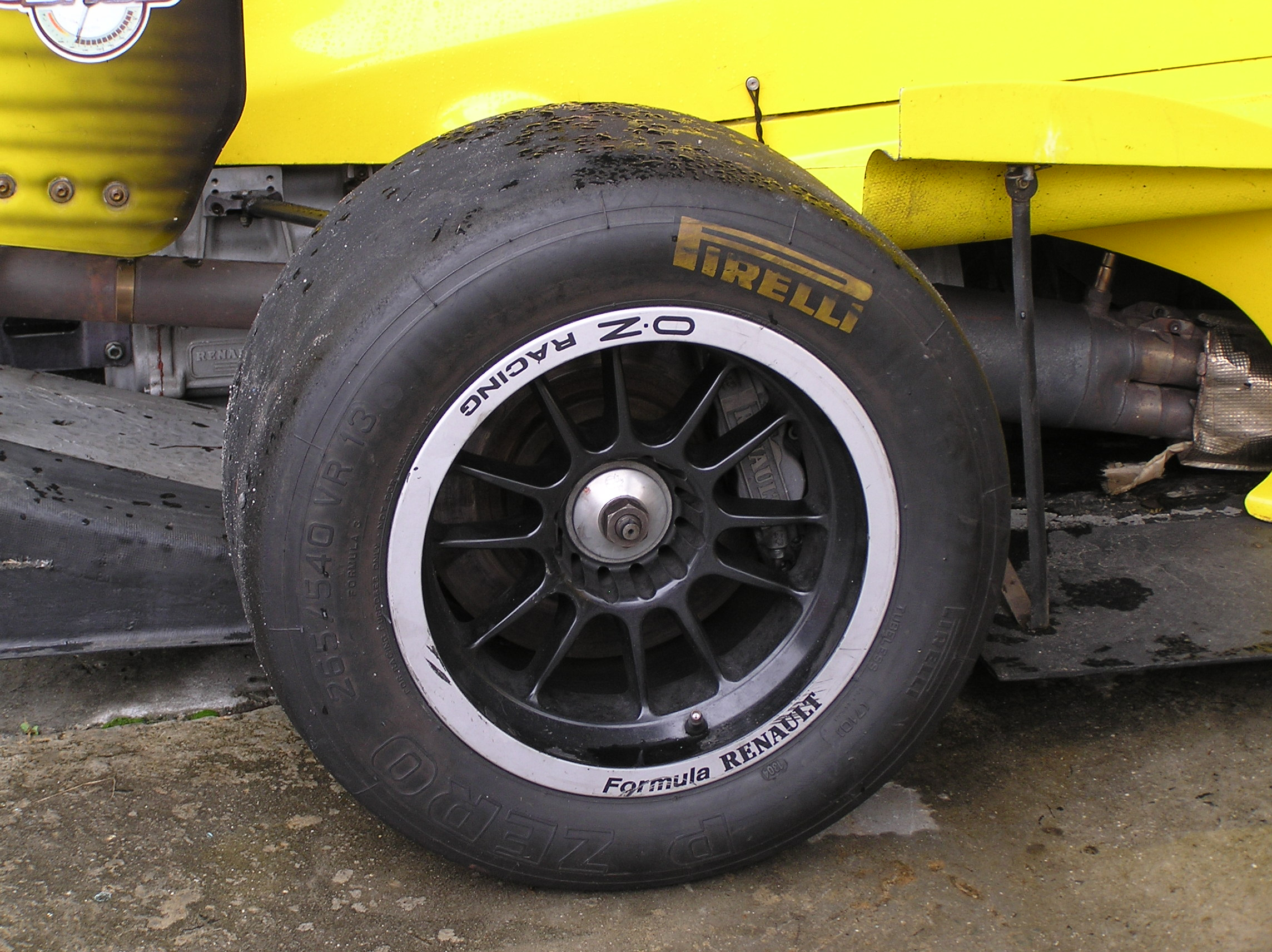
Покришка Pirelli на боліді серії Формула-Renault.

Загальна чисельність персоналу — 28 617 осіб (2006 рік).
Виручка у 2007 році склала € 6,5 млрд (у 2006 році — € 4840 млн), чистий прибуток — € 323 600 000.
Виручка у 2008 році склала € 4660 млн, чистий збиток — € 413 млн, операційний прибуток — € 43 млн.

## Спорт
Шини Pirelli широко використовуються в авто- і мотоспорті. З 1950 по 1991 року компанія присутня в Формулі-1 (з перервами). Результат — 45 перемог, 46 поулів, 55 найшвидших кіл, 1162,2 очок. З 2008 року по 2010-го в чемпіонаті світу з ралі встановлено монополія на шини Pirelli.
З 2011 по 2013 роки компанія є єдиним офіційним постачальником шин чемпіонату світу в класі Формула-1 і GP2.
Також Pirelli — спонсор міланського футбольного клубу «Інтернаціонале».

## Pirelli і популярна культура
Широку популярність отримав Календар Піреллі — фотокалендар компанії, який випускається щороку. Як правило, зйомки календаря здійснюються провідними світовими фотографами, як моделі виступають «зірки» шоу-бізнесу і моди — серед них були Наомі Кемпбелл, Сінді Кроуфорд, Міла Йовович, Кейт Мосс, Дженніфер Лопес, Софі Лорен та багато інших. Цікаво, що спочатку Pirelli позиціонувала свій календар для водіїв-«далекобійників» і автомеханіків, продаючи його на автозаправних станціях і в шиномонтажних майстернях. Однак пізніше календар перетворився на самостійний культурний феномен, ставши предметом колекціонування.